# Majśke (obwód dniepropetrowski)
Majśke (ukr. Майське) – wieś na Ukrainie, w obwodzie dniepropetrowskim, w rejonie synelnykowskim, w hromadzie Zajcewe. W 2001 liczyła 740 mieszkańców, spośród których 649 wskazało jako ojczysty język ukraiński, 83 rosyjski, 1 mołdawski, 2 białoruski, 2 ormiański, a 3 inny.